# Équipe cycliste MG XPower-Bigpond
L'équipe cycliste MG XPower-Bigpond est une équipe cycliste australienne active en 2005 avec le statut d'équipe continentale. Malgré son effectif réduit de huit coureurs, elle a remporté l'UCI Oceania Tour 2005, grâce principalement aux performances du vainqueur individuel de cette compétition Robert McLachlan, vice-champion d'Australie et 10e du Tour Down Under.
Troisième équipe australienne professionnelle après l'éphémère iTeamNova.com en 2002 et Down Under lancée en 2004, LC perd rapidement le soutien de son sponsor principal MG et ne peut plus courir outre-mer après le printemps, malgré trois victoires au Tour de Corée. L'équipe disparaît à la fin de l'année. Plusieurs coureurs et membres du staff rejoignent l'équipe Drapac.

## Classements sur les circuits continentaux
L'équipe participe aux épreuves des circuits continentaux et principalement au calendrier de l'UCI Oceania Tour. Le tableau ci-dessous présente les classements de l'équipe sur ces circuits, ainsi que son meilleur coureur au classement individuel.
UCI Asia Tour
| Saison | Classement par équipes | Meilleur coureur au classement individuel |
| ------ | ---------------------- | ----------------------------------------- |
| 2005   | 24e                    | Robert McLachlan (85e)                    |

UCI Europe Tour
| Saison | Classement par équipes | Meilleur coureur au classement individuel |
| ------ | ---------------------- | ----------------------------------------- |
| 2005   | 112e                   | James Meadley (1059e)                     |

UCI Oceania Tour
| Saison | Classement par équipes | Meilleur coureur au classement individuel |
| ------ | ---------------------- | ----------------------------------------- |
| 2005   | 1er                    | Robert McLachlan (1er)                    |

## MG XPower-Bigpond en 2005

### Effectif
| Coureur          | Date de naissance | Nationalité      | Équipe 2004                       | Équipe 2006            |
| ---------------- | ----------------- | ---------------- | --------------------------------- | ---------------------- |
| Nic Brown        | 10.03.1979        | Australie        | Amateur                           | Amateur                |
| Troy Glennan     | 17.12.1981        | Australie        | Imoholding-Loulé Jardim Hotel     | FRF Couriers-Caravello |
| Shaun Higgerson  | 27.12.1984        | Australie        | Néo-professionnel                 | SouthAustralia.com-AIS |
| Tony Mann        | 25.04.1978        | Australie        | Néo-professionnel                 | FRF Couriers-Caravello |
| Robert McLachlan | 17.04.1971        | Australie        | Colombia-Selle Italia (stagiaire) | Drapac-Porsche         |
| Stuart Shaw      | 19.11.1977        | Australie        | Néo-professionnel                 | Drapac-Porsche         |
| Aaron Strong     | 15.06.1971        | Nouvelle-Zélande | Néoprofessionnel                  | Amateur                |
| Marc Williams    | 10.05.1984        | Australie        | Néoprofessionnel                  | Amateur                |

### Victoires
| Date       | Course                          | Pays             | Classe | Vainqueur        |
| ---------- | ------------------------------- | ---------------- | ------ | ---------------- |
| 28/01/2005 | 1re étape du Tour de Wellington | Nouvelle-Zélande | 2.2    | Shaun Higgerson  |
| 10/05/2005 | 3e étape du Tour de Corée       | Corée du Sud     | 2.2    | Robert McLachlan |
| 12/05/2005 | 5e étape du Tour de Corée       | Corée du Sud     | 2.2    | Shaun Higgerson  |
| 13/05/2005 | 6e étape du Tour de Corée       | Corée du Sud     | 2.2    | Robert McLachlan |
| 09/11/2005 | 5e étape du Tour de Southland   | Nouvelle-Zélande | 2.2    | Aaron Strong     |